# چونگ-گویوک
چونگ-گویوک (به لاتین: Chung-guyok) یک منطقهٔ مسکونی در کره شمالی است که در پیونگ‌یانگ واقع شده‌است.